# XnView
XnView es un organizador de imágenes y administrador de archivos de propósito general usado para visualizar, convertir, organizar y editar imágenes raster, así como para la administración de archivos de propósito general. Viene con herramientas integradas para inspección hexadecimal, renombrado de archivos y captura de pantalla. Se licencia como freeware para uso privado, educacional y sin ánimo de lucro. Para otros usos, se licencia como software comercial.
Está disponible para Windows, Windows Mobile y Pocket PC pero estuvo disponible para sistemas Unix-like. Una versión extendida de XnView, llamada XnViewMP, está disponible para Windows, macOS y Linux.

## Características
XnView es personalizable y multilenguaje. XnView puede leer más de 500 formatos de imágenes, algunos archivos de audio y de video, y escribir en 50 formatos de imagen. XnView también soporta perfiles ICC en JPEG, PNG y TIFF. Classic XnView puede leer formatos de imagen de más de 32 bits por pixel, pero el soporte de escritura está limitado a 32 bits.
XnView puede mostrar metadata IPTC, Exif y XMP, y escribir metadata IPTC. Puede escribir metadatos XMP parcialmente junto con metadatos IPTC. También soporta comentarios de archivos (4DOS descript.ion). XnView también puede buscar archivos que tengan el mismo nombre o datos, y pueden buscar gráficos similares también.
Permite visualizar el histograma de una imagen. Se pueden crear scripts para convertir, manipular y renombrar imágenes de un solo golpe. Permite la creación de diapositivas.

## Software relacionado
El autor publicó otros productos usando el código base de XnView, entre ellos:
- XnViewMP — el designado sucesor de XnView Classic,[2] current version 0.94.3
- Nview — el predecesor DOS4GW de XnView[5]
- NConvert — herramienta de conversión por lotes en línea de comandos (32-bit o 64-bit)
- XnConvert — herramienta de conversión (Linux, macOS, Windows), versión actual 1.75
- Xn — apps para iOS y Android (XnRetro, Sketch Me!, Gif Me!, Hypocam, ...)
- XnShell — extensión para el Explorador de Archivos de Windows
- GFL-SDK — librería libre usada en herramientas de terceros[6]